# 378370 Orton
378370 Orton este o planetă minoră (asteroid) din centura de asteroizi. A fost descoperită pe 24 iulie 2007 la Table Mountain Observatory⁠(d) de James Whitney Young⁠(d). 
Obiectul prezintă o orbită caracterizată de o semiaxă mare de 3,171723610798 UAi, o excentricitate de 0,18937240026224, o înclinație de 15,634676425328 ° în raport cu ecliptica.